# پوتا هیونچولی

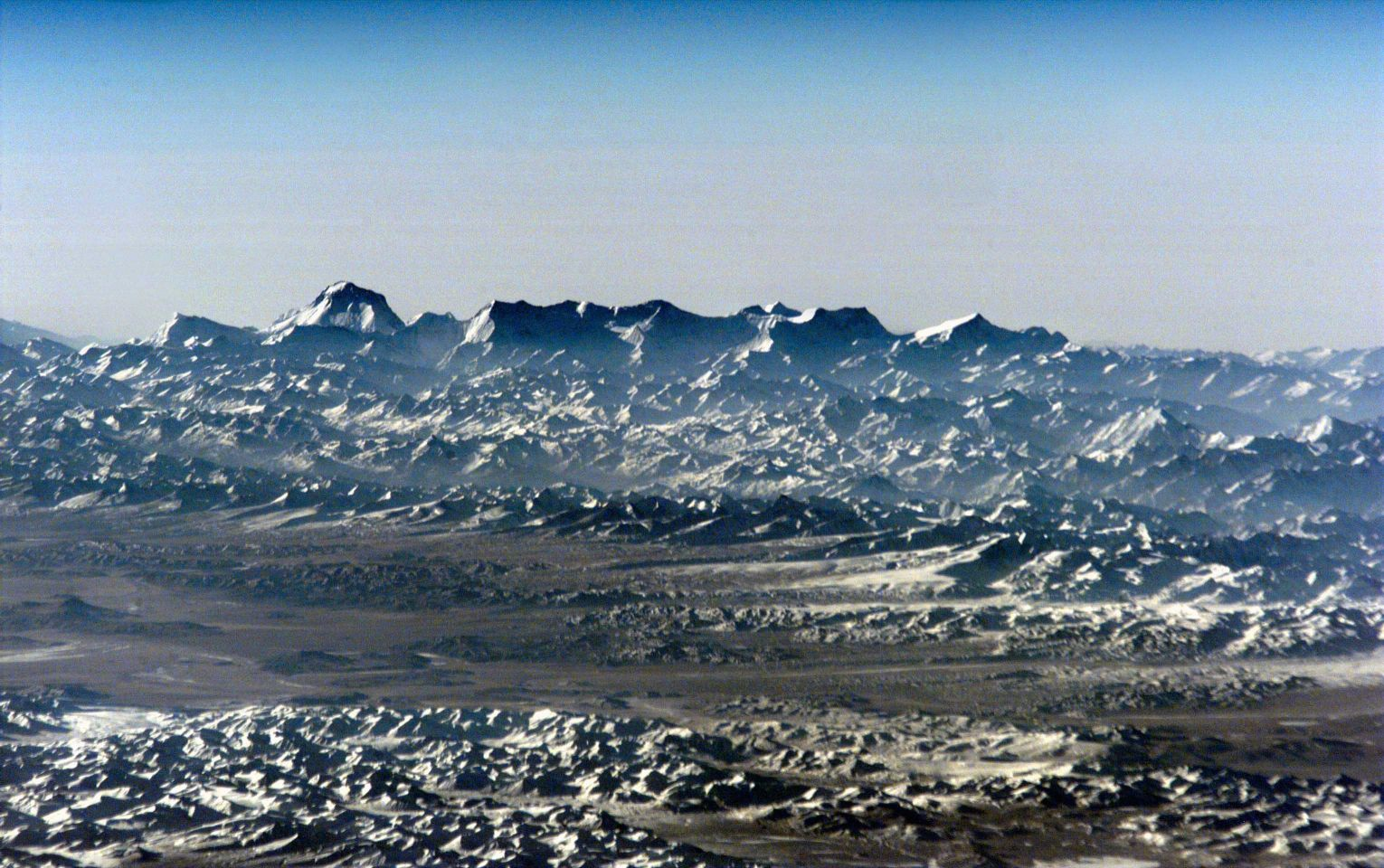
رشته كوه هيماليا

پوتا هیونچولی (به لاتین: Putha Hiunchuli) یک کوه در نپال است که در Dhaulagiri, Nepal واقع شده‌است. پوتا هیونچولی ۷٬۲۴۶ متر بالاتر از سطح دریا واقع شده‌است.